# Çöğürlü
Çöğürlü (kurdisch Arîc) ist ein Dorf im Landkreis Muş der osttürkischen Provinz Muş. Çöğürlü liegt etwa 3 km östlich der Provinzhauptstadt Muş. Çöğürlü hatte laut der letzten Volkszählung 1.768 Einwohner (Stand Ende Dezember 2010). Die Bevölkerung besteht hauptsächlich aus Kurden und Tschetschenen.